# مدكوكة التمر

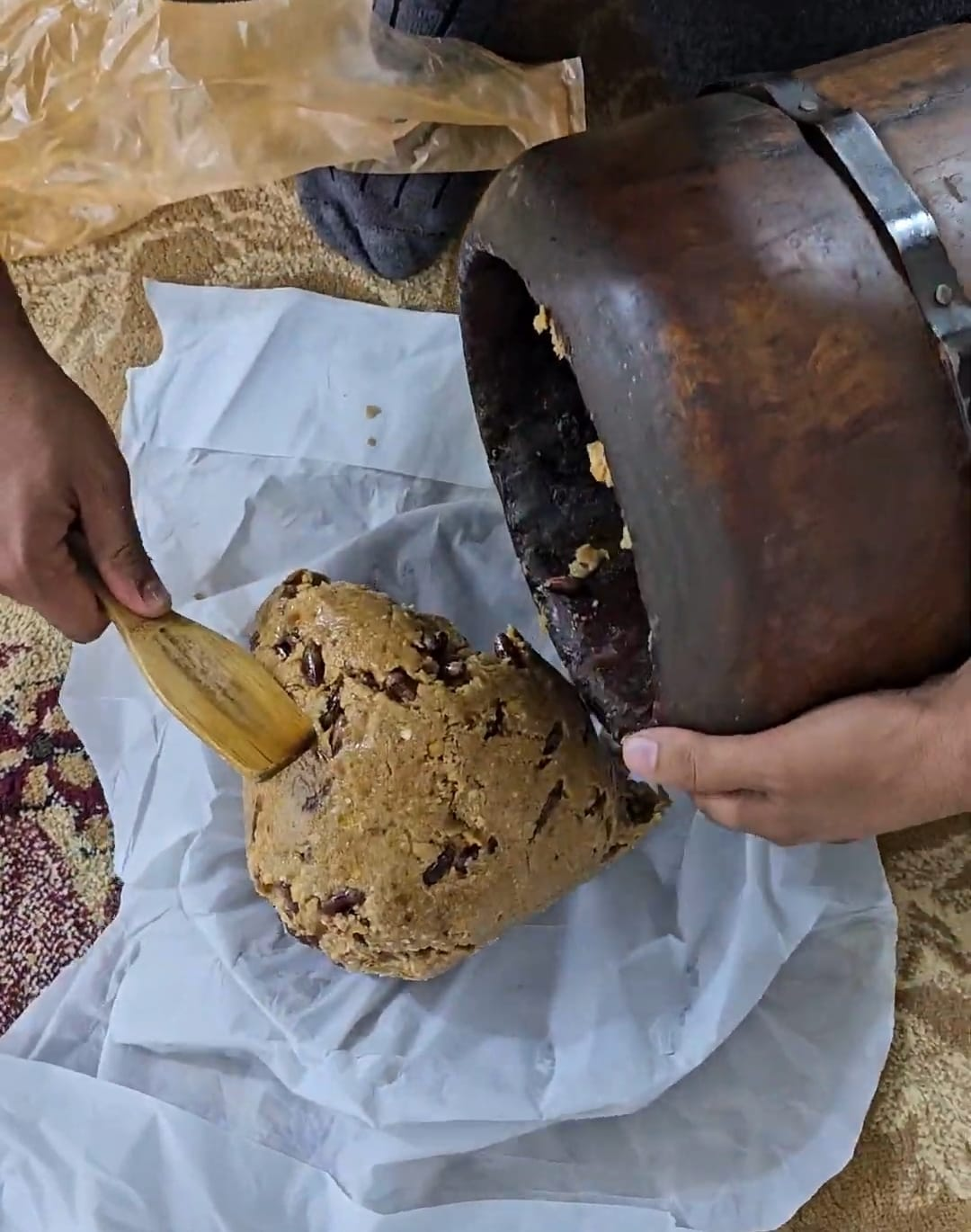
مدكوكة التمر العراقية

مدكوكة التمر أو (مدقوقة التمر) هي أكلة تراثية عراقية تُعدّ من الحلويات الشعبية القديمة، تصنع من التمر، مطروقاً طرقاً جيداً بعد خلطهُ بالسمسم، وسميت بهذا الاسم لكثرة الطرق.

## المكونات وطريقة التحضير
تتكوّن أساسًا من تمر منزوع النوى ( مثل الزهدي أو الخستاوي)، والسمسم المحمّص، والدهن الحر (السمن البلدي)، والجوز أو اللوز (اختياري).
طريقة التحضير:
يُنزع النوى من التمر، وباستخدام (الهاون) الحجري التقليدي (وهو وعاء خشبي) يوضع التمر فيه، ويُدق (أو يٌهرس) حتى يصبح عجينة لينة، وبعدها يُضاف السمسم المحمّص ويُخلط مع التمر المهروس جيدًا حتى يتجانس، ثم يُضاف الدهن الحر تدريجيًا مع الاستمرار بالعجن حتى يصبح الخليط متماسكًا، تُشكل المدكوكة إلى كرات صغيرة أو تُقدم بشكل مسطح في طبق، يمكن تزيينها بالجوز أو اللوز حسب الرغبة.

## القيمة الغذائية
تُعد مدكوكة التمر من الأطعمة الغنية بالطاقة لانها تحتوي على السكريات الطبيعية من التمر، بالإضافة إلى الدهون الصحية من الدهن الحر والمكسرات. كما تحتوي على الألياف والفيتامينات والمعادن مثل الحديد والبوتاسيوم والمغنيسيوم.

## التاريخ والتراث
ترتبط أكلة مدكوكة التمر بالعادات والتقاليد العراقية، كانت تُقدّم في المناسبات الاجتماعية والدينية، مثل شهر رمضان، لما توفره من طاقة وسهولة في التحضير. كما أنها جزء من التراث الغذائي الذي يعكس بساطة وكرم الضيافة في الثقافة العراقية. ما تزال مدكوكة التمر موجودة في المنازل العراقية، ايضا تُباع في الأسواق الشعبية والأماكن التراثية، مما يُساهم في الحفاظ على هذا التقليد الغذائي.

## طقوسها
تتميز المدكوكة بأنها تصنع في البيت وتجتمع العائلة والاصدقاء في عملها. وتبدأ طقوسها مع بدأ فصل الشتاء، وتعتبر موروث اجتماعي. يقوم احدهم بتجهيز التمر وتفريغه من النوى والاخر يقوم بتجهيز الهاون وتحضيره واخرون يتناوبون في عمليه دقه وهرسه وخلطه مع السمسم.

## صور

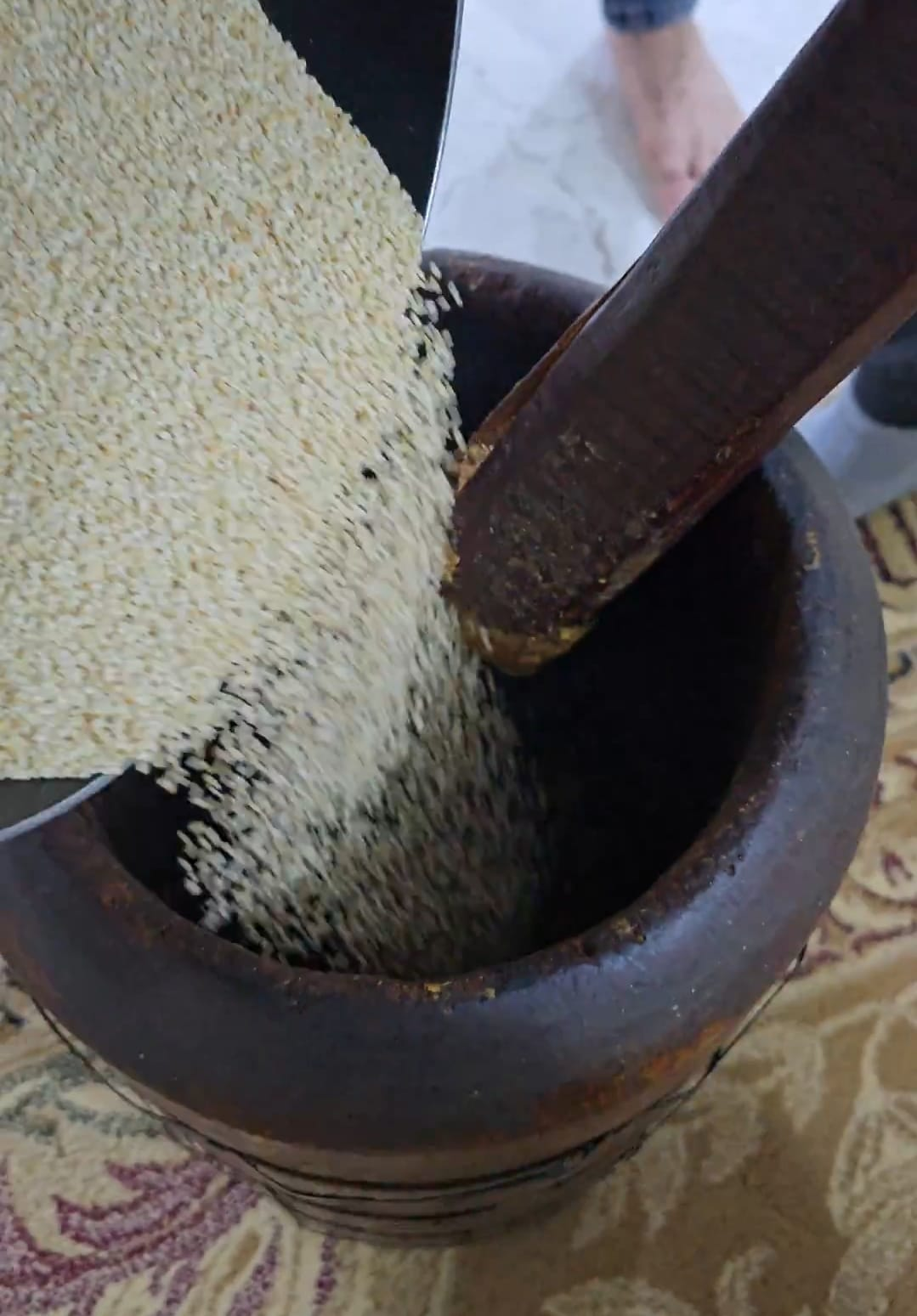
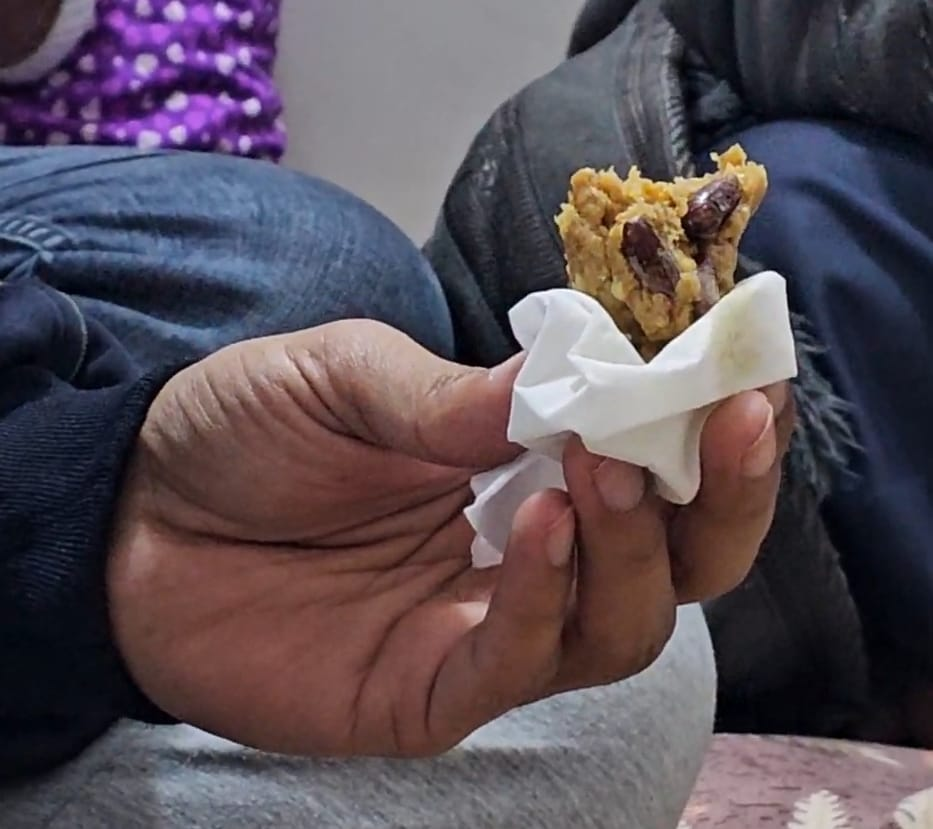
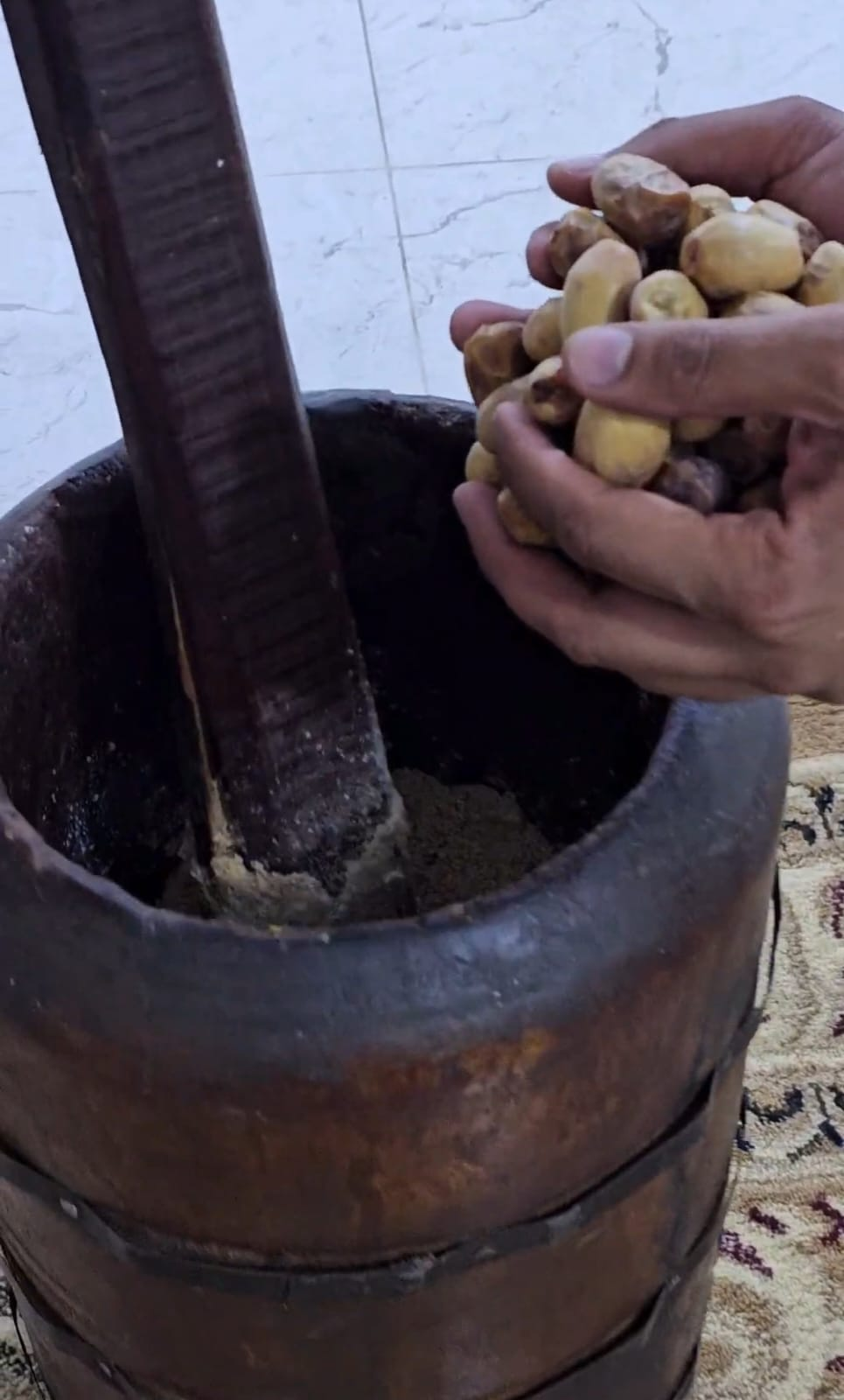
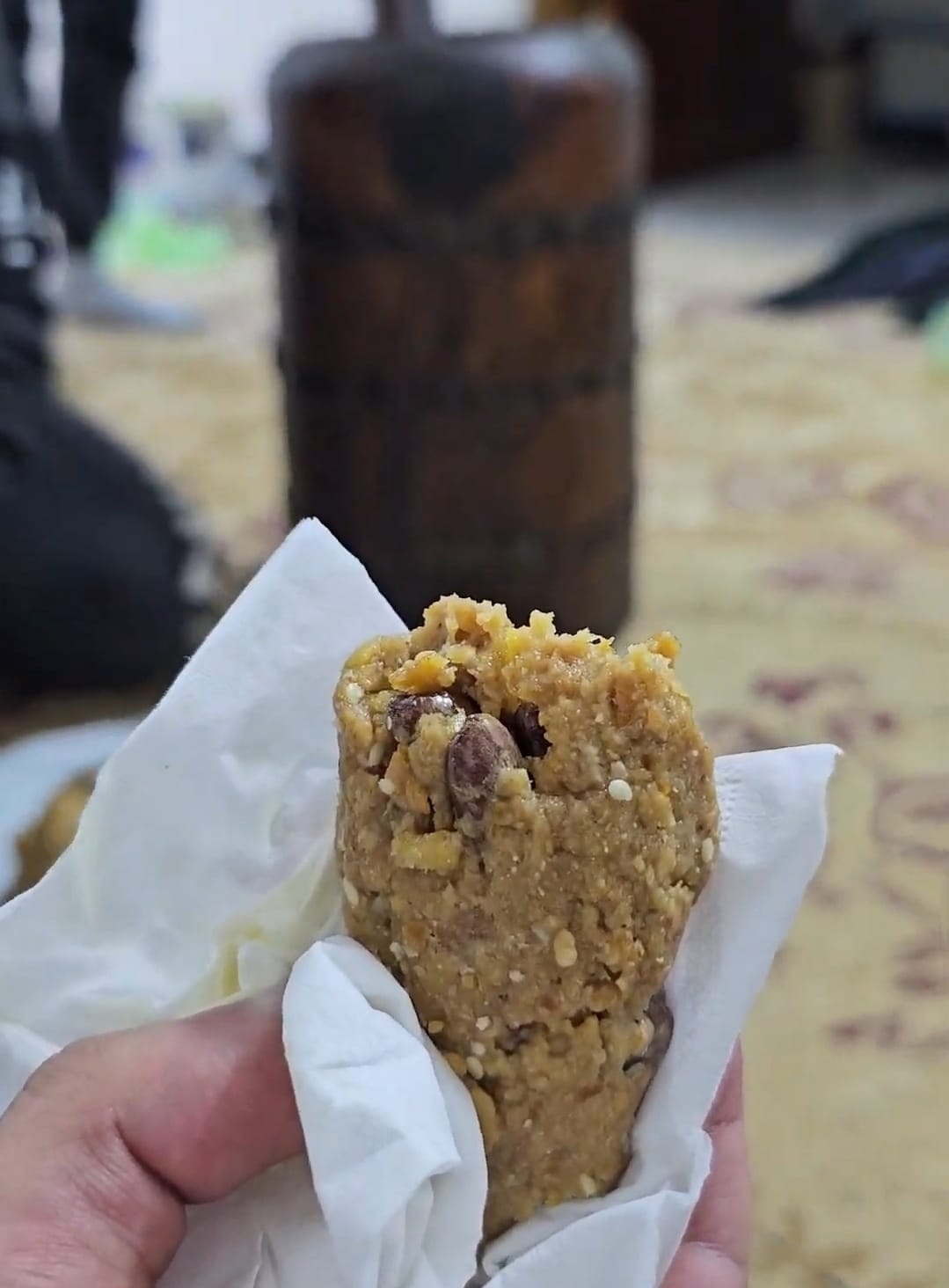
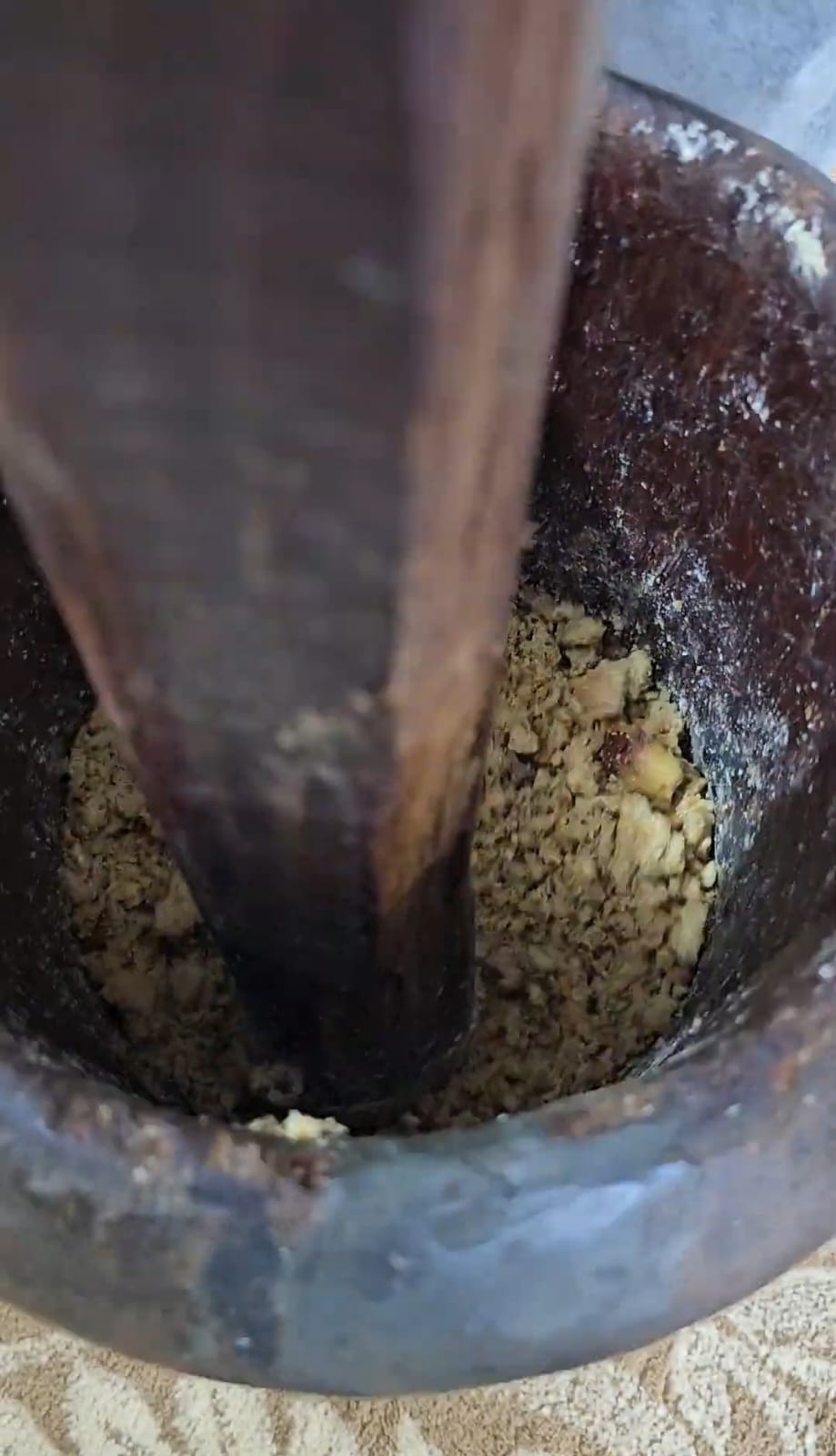
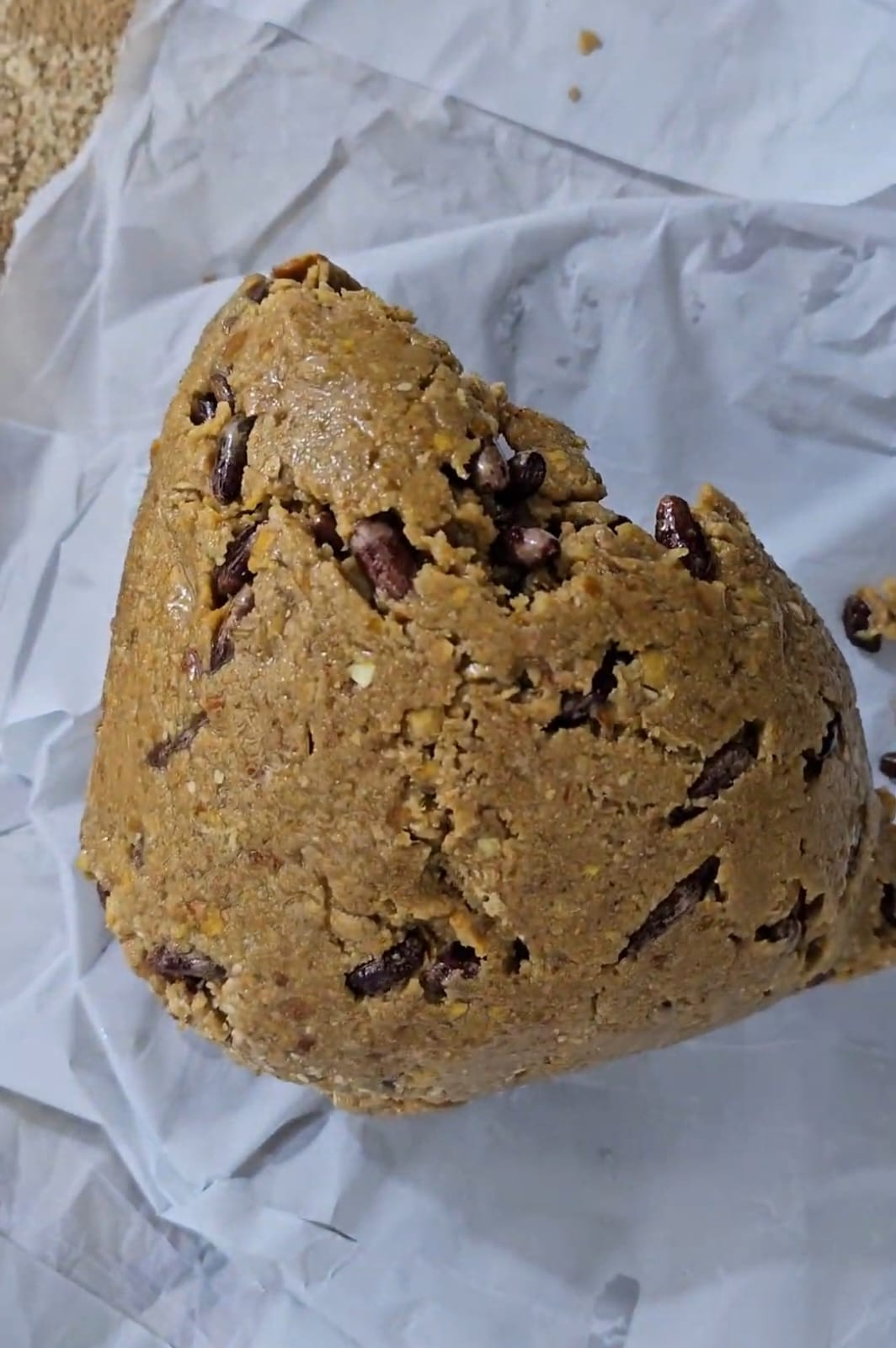
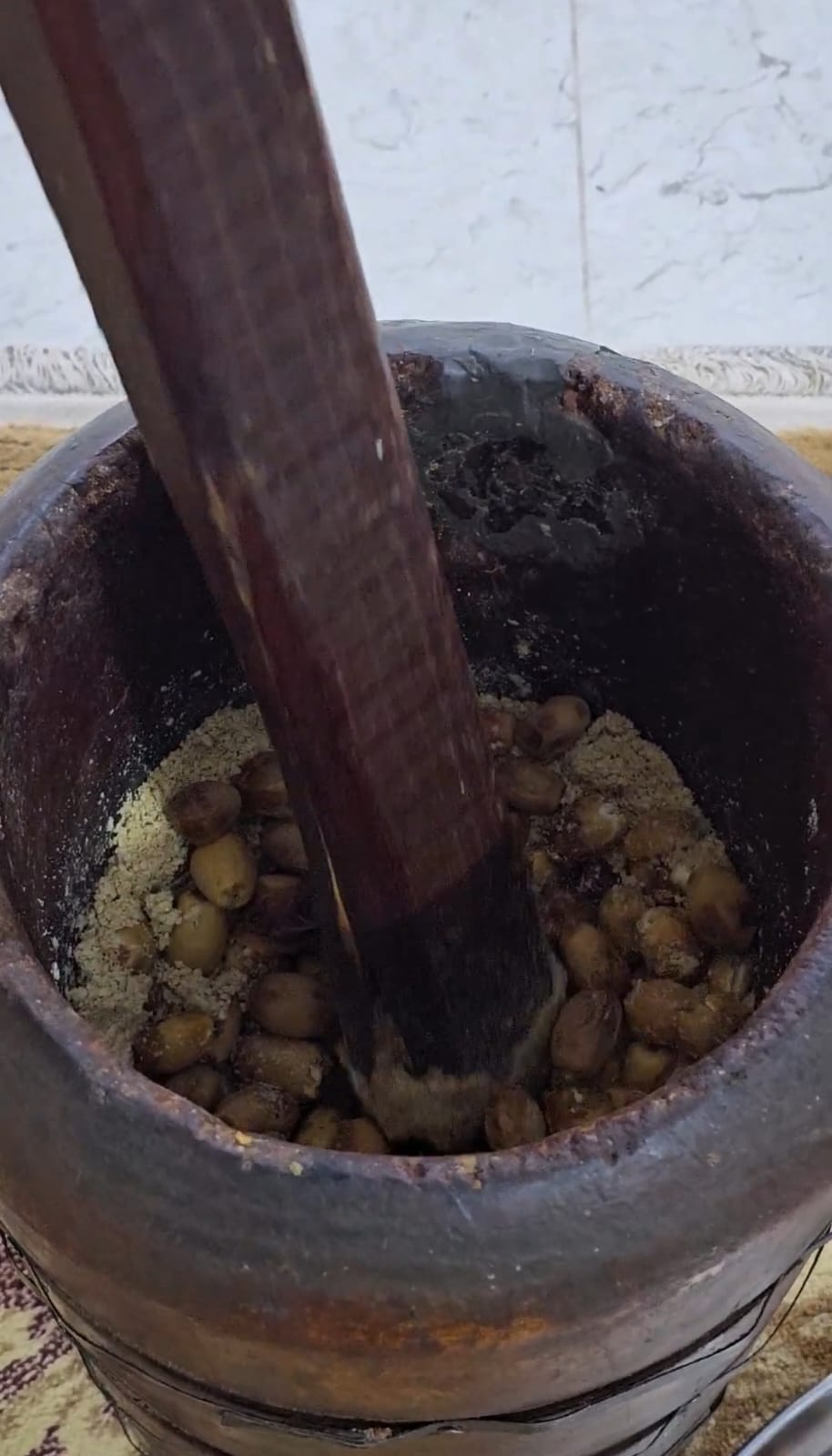

## روابط خارجية
- طريقة عمل المدكوكة بالفديو
- تقرير عن المدكوكة